# 圆楔樱蛤
圆楔樱蛤（学名：Cadella narutoensis），是帘蛤目樱蛤科楔樱蛤属的一种。主要分布于韩国、中国大陆，常栖息在潮下带20米以内。